# Noemí Martínez Díez

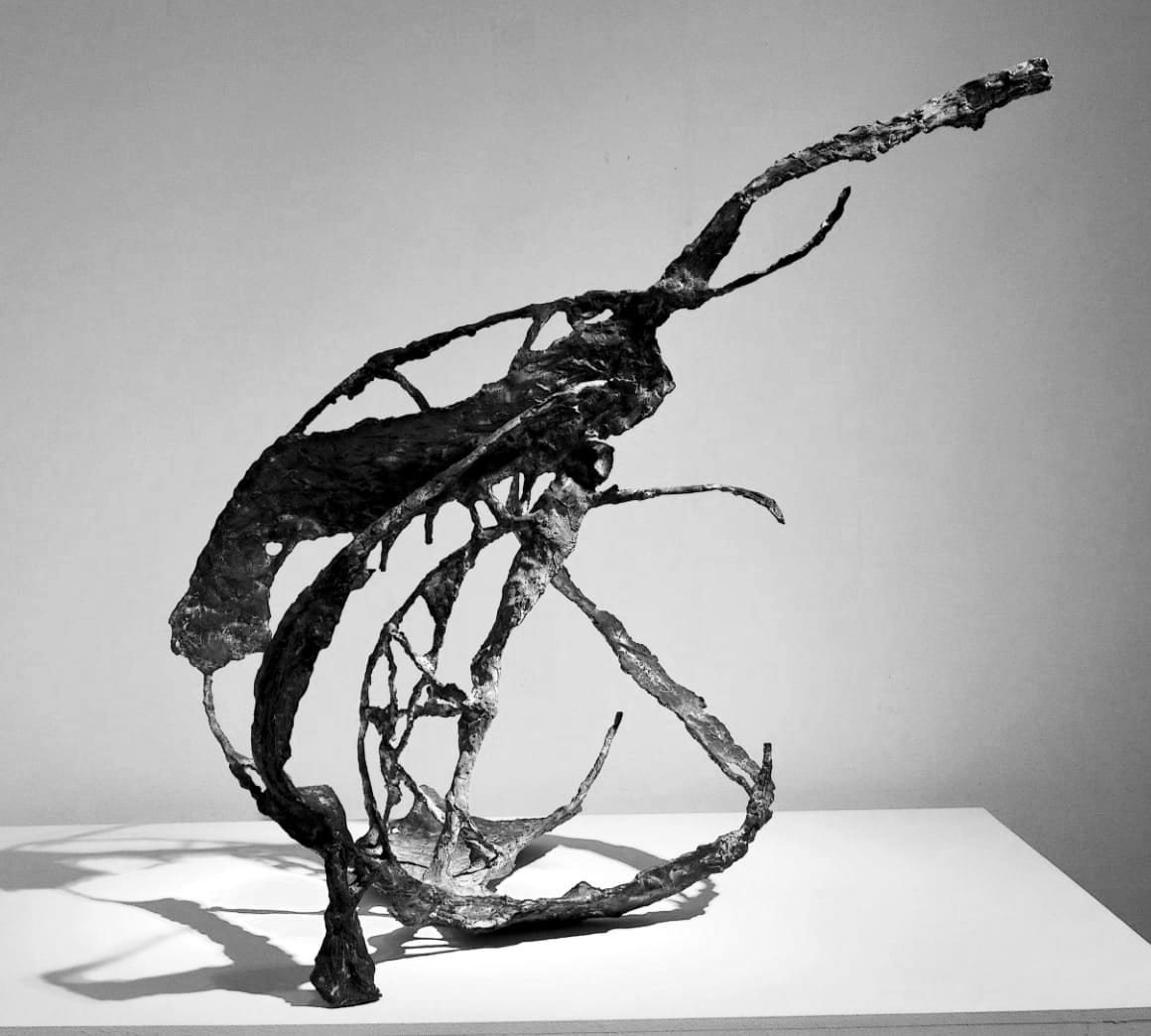
Escultura de Noemí Martínez, de la serie informalismos

Noemí Martínez Díez (Buenos Aires, 30 de marzo de 1934) es una pedagoga y artista argentina residente en España, con nacionalidad argentina y española. Es especialista en Arte Terapia.

## Trayectoria profesional
Su versatilidad como pedagoga y artista le ha conducido a realizar  numerosos trabajos  a lo largo de los años en el campo de la pedagogía. Desde la enseñanza comenzando por la educación artística a niños de un colegio privado de Madrid, posteriormente impartió clases en la  Universidad Pública, y paralelamente realizó una amplia investigación acerca de la Educación Artística, especializándose en Arte Terapia, dirigiendo numerosas tesis doctorales, sin abandonar su carrera como artista.

## Formación
Realizó su formación artística en su ciudad natal estudiando en la Escuela Nacional de Bellas Artes Manuel Belgrano de Buenos Aires, Argentina, 1949 hasta 1951.Escuela Nacional de Bellas Artes Prilidiano Pueyrredón, rama de escultura, Buenos Aires, Argentina 1952 hasta 1954. Escuela de Bellas Artes de Buenos Aires.
Una vez en España, completó su formación académica y artística con la Tesina licenciatura: Facultad de Bellas Artes, Universidad Complutense de Madrid, en 1980 y la Tesis doctoral: Facultad de Bellas Artes, Universidad Complutense de Madrid, en 1989

## Actividad docente
Comenzó como profesora del Colegio Estilo de Madrid donde impartió clases de educación artística e imagen a niños y niñas de 8 a 16 años, desde el año 1965 hasta 1984.
Correctora en el Programa Nacional de Especialización y Perfeccionamiento del Profesorado de Educación General Básica, de la Universidad Nacional a Distancia en Madrid en los cursos 1976-77 hasta el 1983-84.
Encargada de curso de Técnicas de expresión Plástica en Educación Especial y Taller de Expresión en la Escuela Universitaria de Formación del Profesorado “María Díaz Jiménez”, Madrid, 1985-85, 1986.87.
Profesora titular de la Escuela Universitaria de Formación del Profesorado “María Díaz Jiménez”, posteriormente Facultad de Educación, desde el curso académico 1989-.En el mismo centro fue directora y profesora junto a Guillermo García Lledó del curso “Imagen y escuela”, realizado en 1989 y 1990. 
Profesora del Programa de Doctorado “Educación artística” del Departamento de Didáctica de la Expresión Plástica de la Facultad de Bellas Artes de la Universidad Complutense de Madrid 1994-95.
Directora y profesora del curso de tercer ciclo. “Experto en Educación Artística” desde el curso 1995-96 hasta 2000-01, en la Sección Departamental de Didáctica de la Expresión Plástica, Facultad de Educación, UCM.
Directora y profesora del master “Arteterapia” desde el curso 2000-01 hasta 2009, en la Sección Departamental de Didáctica de la Expresión Plástica, Facultad de Educación, Universidad Complutense de Madrid.
Profesora del Programa de Doctorado Interuniversitario “Aplicaciones del arte en la integración social. Arte terapia y educación en la diversidad” de las Facultades de Educación de la Universidad Complutense, La Universidad Autónoma, ambas en Madrid además de en la Universidad de Valladolid y  el Instituto de Estudios Superiores de Fafe (Portugal) ESRF, 2004.

## Publicaciones
Dialnet ofrece un extenso listado de publicaciones, tanto de su obra individual, como en colaboraciones con otros autores, como con la catedrática y especialista en Arte Terapia Marian López Fernández Cao.
- Pintando el mundo. Artistas latino-americanas y españolas con M. L. F. Cao, ed-Horas y horas, Madrid, 2000, ISBN: 978-84-87715-83-9
- Cap.”Educación artística y la variable sexo/género” en Educación artística y arte infantil , ed. UAM, 2000
- Cap. Sugerencias para un menú creativo en la Cristalera” en Creatividad y Currículo Universitario, ed. UAM, Madrid, 2000.
- Cap. “La imagen de la mujer en Perú en la época precolombina y en el siglo XVI” en Geografías de la mirada ,ed.  Instituto de Investigaciones Feministas, UCM, Madrid., 2001.
- Las mujeres en la enseñanza de las ciencias sociales con A, Fernández, M.D. Juliano y M. López, ed. Síntesis, Madrid, 2001.
- Cap. “Área de plástica” en Educación Especial, 2002, Ed. Prentice Hall, Madrid, 2002.
-Cap.: “Un barrio y una época histórica a través de dibujos de niños y niñas en Argentina” con A. Mampaso en Arte, infancia y creatividad, Servicio de Publicaciones de la UCM, 2003
-  Cap.: “Análisis de una experiencia sobre el desarrollo de la memoria visual de los niños/as”con J.L. Martín Prada en Arte, infancia y creatividad, Servicio de Publicaciones de la UCM, 2003.
- “Art Therapy and peace Research” con M. L.F.Cao en Arts-Therapies-Communication , Lit Verlag, Münster, 2003.
- Arteterapia y educación con M. L. F. Cao, Consejería de la Comunidad de Madrid., 2004.
-  Cap.“El arte como terapia en España con M. L- F. Cao, en Arte terapia. Principios y ámbitos de aplicación, Gráficas Gilmo, Sevilla, 2004.
-  Cap. “Two 20TH- Century Artists in the Learning of Artherapy”  European Arts Therapy. Different Approaches to a Unique Discipline Opening Regional Portals, Münster, Lit Verlag , 2005
Cap. “Nuevas herramientas para la intervención terapéutica con menores con trastornos de conducta: Arteterapia” en II Congreso Internacional sobre trastornos del comportamiento en niños adolescentes, ed. Maphre, Madrid, 2005,.
Arteterapia. Conocimiento interior a través de la expresión artística, con la catedrática M. López F. Cao, ed. Tutor, Madrid, 2006. ISBN:9788479025557
Cap.“Educación artística, Educación especial y Arteterapia” con A.Mampaso, en Investigación en Educación Artística, ed. Universidades de Granada y Sevilla, 2005.
Cap. “Reflexiones sobre arteterapia, arte y educación” en Creación y posibilidad. Aplicaciones del arte en la integración social, Fundamentos, Madrid, 2006.
Cap. “Formación del y de la arterapeuta en España y Europa” en Arterapia. Nuevos caminos para la mejora personal y social, ed. Junta de Andalucía y Fondo Social Europeo, 2006. 
-Reiventar la vida. El arte como terapia, con M. L. Fdez. Cao (eds.), Madrid, Ed. Eneida, 2008,
Shirin Neshat. Transformar el deseo en el cuerpo, con M. L. F. Cao, Madrid, Ed. Eneida, 2009.
Ana Mendieta. Restablecer el vínculo con la naturaleza, Madrid, Ed.Eneida, 2009..
Frida Kahlo. Mostranos, Madrid, Ed. Eneida, 2009. ISBN: 978-84-92491-22-3
.Raquel Forner. Mostrar la guerra y la paz, Madrid, Editorial Eneida, 2010, pp. 24.
Cap.“Sao necessárias as oficinas de arteterapia no ámbito educativo? Novas técnicas nas oficinas de Arteterapia”,con A. Mampaso Educar con Arteterapia. Propostas e desafíos, Wak editores, Río de Janeiro, Brasil, 2011.
-Cap.“Sobre enfermedad, creatividad y arteterapia” en Arte, intervención y acción social. La creatividad transformadora,  ed. Grupo 5, Madrid, 2012.
Arteterapia. Conocimiento interior a través de la expresión artística. Con M. L. Fdz. Cao, ed. Tutor Psicología, Madrid, 2012.
Cap.“Viajes de ida y vuelta. El exilio en mujeres artistas latinoamericanas” en El hilo de Ariadne, ed. Eneida, Madrid, 2012.
-Sobre artistas, muñecos y algunos espejos rotos. Estudios sobre las creaciones del objeto muñeco, Ed. Académica española, Saarbrücken, Germany, 2012.
- Artistas Visuales en la obra de Cortázar, Del Centro Editores. Madrid, 2014.

## Investigación
Su labor como investigadora se ha visto apoyada y subvencionada por diversas instituciones públicas.
Directora de la investigación “Arteterapia y Síndrome de Tourette” junto a AMPASTTA, subvencionado por la Caixa y Caja Castilla-La Mancha, 2005-06. Investigación: “Violencia e identidad de género. Análisis de la construcción de la identidad de género en relación a la violencia en niños y niñas de 3 a 12 años a través de la representación gráfica. Estrategias de cambio y mejora” dirigido por la Dra. M. López Fdz. Cao, comenzado en el año 2005 y finalizado en 2009, y subvencionado por el Ministerio de Trabajo y Asuntos Sociales, la Secretaría General de Políticas de Igualdad y el Instituto de la Mujer. Investigación: “Educación, arte e identidad: hermenéuticas de la creación”, Convenio de cooperación suscrito entre el Ministerio de Educación, Cultura y Deporte y el Ministerio de Educación de Brasil. Una estancia de movilidad de dos meses en Brasil, 2004
Directora de la investigación: “Talleres de Arteterapia en distintos ámbitos sociales” subvencionado por la Fundación Coca-cola España, año 2003 a 2007.
Ayuda financiera para la “7th European Arts Therapy Conference. Arts therapy, Recognized Discipline or Soul Graffiti?” de Acción Especial del Programa Nacional del Conocimiento, B 502002-11320-E del Ministerio de Ciencia y Tecnología, Subdirección General de proyectos de Investigación
Subvención para el Seminario Internacional: “El Arte terapia como profesión universitaria reconocida: Redes Internacionales y planes de actuación en la formación y su salida profesional” por el Vicerrectorado de Relaciones Internacionales de la UCM: 3.000 euros, año 2003.
Subvención del Instituto de la Mujer para el estudio y la realización de las “Jornadas sobre arte, artesanía, género y otras culturas”, organizadas por el Instituto de Investigaciones Feministas y la UCM, 1997.
Subvención del Instituto de la Mujer para el estudio y la realización de las “II Jornadas de Mujeres, Arte y Educación”, organizadas por el Instituto de Investigaciones Feministas y la UCM, 1995.

## Exposiciones de su obra artística
- Paralelamente a su carrera pedagógica, desarrolló su carrera como artista participando en exposiciones individuales y colectivas,  como la exposición individual realizada en la galería José de la Mano con el título Silencio orgánico en Madrid en el año 2019.[16][17]
- 1979 Exposición individual, galería Gringho, Madrid.
- 1984 Exposición colectiva Mujeres en el arte español. 1900-1984, Centro Cultural Conde Duque, Madrid.[18]
- En los años 1989, 1994 y 1999,  participó en diversas colectivas   en la Sala Picasso, Colmenar Viejo, Madrid.
- 1993 Exposición individual, Galería D, Madrid.
- 1995 Exposición colectiva Artistas enseñantes, Puerta de Toledo, Madrid.
- 2003 Exposición colectiva: Nuevas propuestas artística, Galería D, Madrid.
- 2010 Exposición colectiva: La química del amor. 50x50x50x50 ,septiembre Sala de exposición “La Corral”, Universidad Autónoma de Madrid.
- 2012, 2013, 2014  Exposición colectiva Poesía visual, Biblioteca de Guadalajara.
- 2012 Exposición colectiva La trama invisible. Encuentro en torno a los Cronopios de Cortázar, CAM Centro de Arte Moderno, Madrid.

Seres Imaginarios - Exposición Colectiva en el Centro de Arte Moderno de Madrid Comisariada por Noemí Martínez. Homenaje a Jorge Luis Borges a 30 años de su fallecimiento, obras creadas a partir de su texto El libro de los seres imaginarios.
- 2018 Exposición de siete artistas Siete Trazos de Vida. Entre   Imágenes, Textos y Sensaciones; mayo, CAM Centro de Arte Moderno Madrid.
- 2019 Exposición individual ¸Sueños y realidades, CAM Centro de Arte Moderno, CAM, Madrid[17]-
- 2019 Exposición individual: Noemí Martínez. Silencio orgánico (1954-1969), Galería José de la Mano de Madrid.[16]
- 2020: Exposición colectiva: Líneas paralelas: Seis artistas iberoamericanas  de los años 60 y 70,  ARCO, stand de José de la Mano de Madrid.<ref>«ARTISTAS IBÉRICAS Y AMERICANAS DE LOS AÑOS 60 Y 70». M-Arte y Cultura Visual. 29 de febrero de 2020. Consultado el 22 de febrero de 2021.</ref
- 2022 Exposición colectiva: El ágora del arte erótico en el Museo La Maison d'Eros de Medinaceli, Soria